# Donots

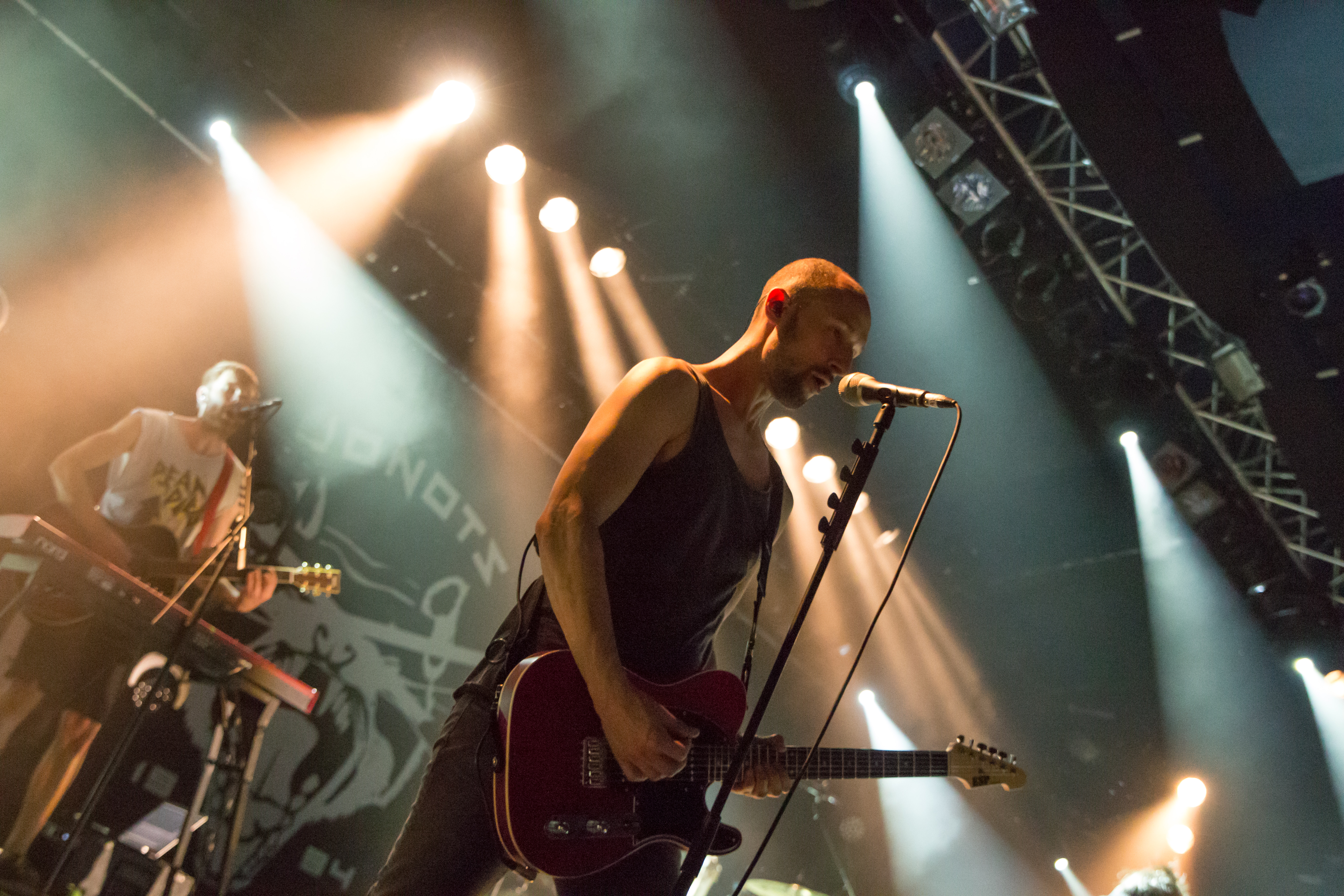
Alex Siedenbiedel. Zelt-Musik-Festival em 2015 Freiburg, Alemanha

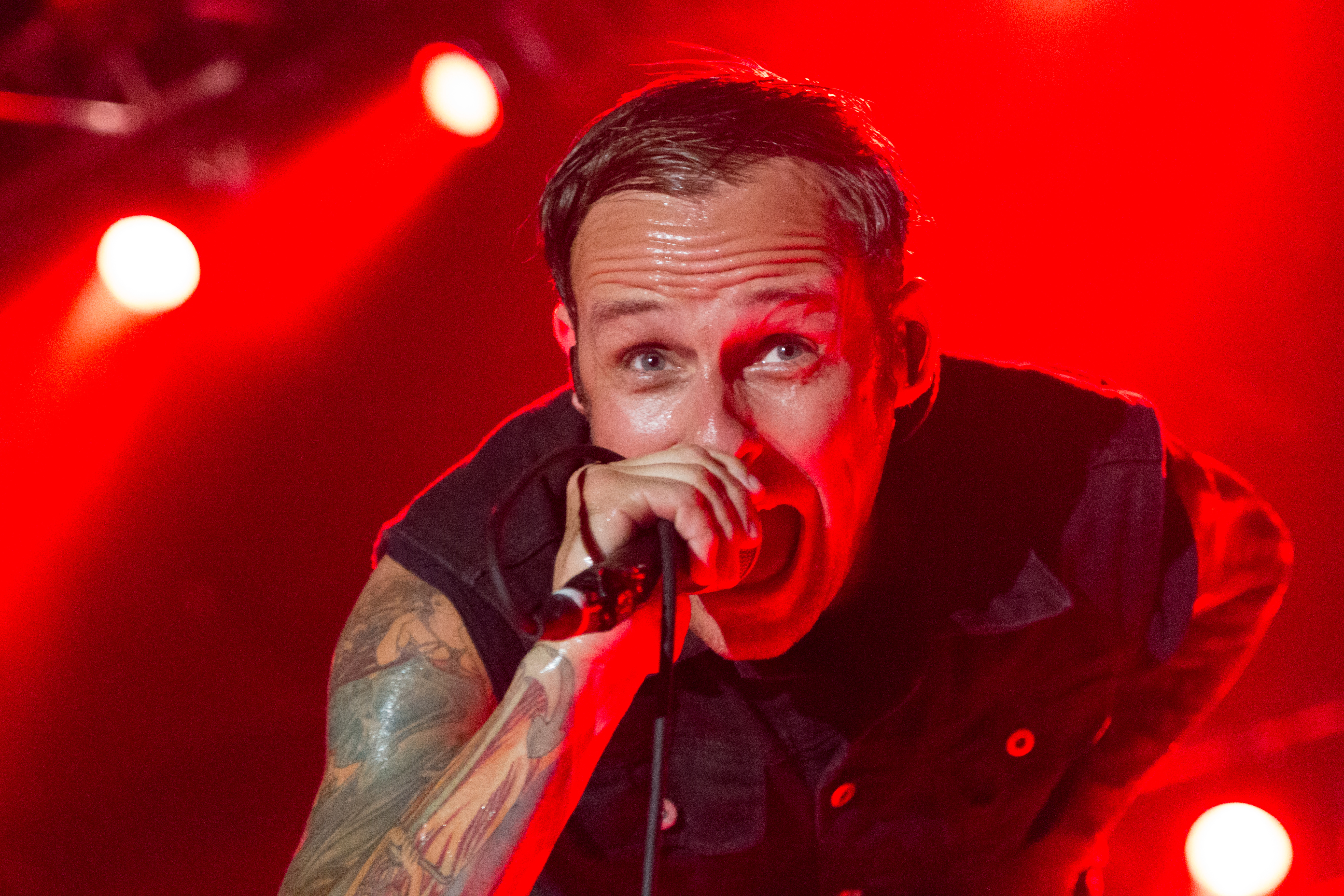
Ingo Knollmann. Zelt-Musik-Festival em 2015 Freiburg, Alemanha

Donots é uma banda de rock da Alemanha, formada em 1993 em Ibbenbüren.

## Discografia

### Demo
- 1994: We Do Not Care - So Why Should You (Prima Demo)
- 1994: Second Demo (nunca lançado)

### Álbum
- 1996: Pedigree Punk
- 1998: Tonight's Karaoke Contest Winners
- 1999: Better Days Not Included
- 2001: Pocketrock
- 2002: Amplify the Good Times
- 2004: Got the Noise
- 2008: Coma Chameleon
- 2010: The Long Way Home
- 2012: Wake The Dogs

### EPs
- 2001: Whatever Happened to the 80s
- 2001: Donots/Midtown Toursplit (split)
- 2002: We're Not Gonna Take It (CD, DVD)
- 2004: We Got the Noise
- 2004: Good-Bye Routine
- 2008: Stop the Clocks (EP)|Stop the Clocks

### Singles
- 1999: Outshine The World
- 2000: Whatever Happened To The 80s
- 2001: Room With A View
- 2001: Superhero
- 2001: Whatever Happened To The 80s
- 2002: We're Not Gonna Take It
- 2002: Saccharine Smile
- 2002: Big Mouth
- 2004: We Got The Noise
- 2004: Goodbye Routine
- 2008: Break My Stride
- 2008: Stop The Clocks
- 2008: Pick up the Pieces
- 2008: The Right Kind Of Wrong
- 2010: Calling
- 2010: Forever Ends Today

### DVDs
- 2003: We're Not Gonna Take It
- 2004: Got The Noise
- 2005: Ten Years Of Noise